# 大島健太
大島 健太（おおしま けんた、1979年6月29日 - ）は、高知県出身の元陸上選手、現指導者。専門は長距離走、マラソン。
1998年に高知市立高知商業高等学校卒業後、くろしお通信に入社。その後、日清食品グループ(2006年～)、NTN(2012年～)、PUMA RC(2013年～)、エディオン (2014年7月～)を経て、現在はユニクロ女子陸上競技部でコーチを務める。配偶者はシドニーオリンピック、アテネオリンピック女子長距離走日本代表の大島めぐみ。

## 経歴
高校卒業後、地元高知県の企業「くろしお通信」に入社。大東文化大学時代に箱根駅伝で活躍した松浦忠明監督の指導の下、同い年のチームメイト・大森輝和とともに実力を付けた。2002年に高知県で開催された第57回国民体育大会では地元高知県代表として大森が成年1500mで準優勝、大島が成年5000mで優勝。2004年の天皇盃全国都道府県対抗男子駅伝競走大会では大森とともに高知県代表としてタスキをつなぎ、大森が3区、大島が7区で区間新記録を樹立し、高知県チームを過去最高順位に導くなど高知県の陸上長距離界を支えた。
2006年、くろしお通信陸上部の廃部に伴い、日清食品グループへ移籍。マラソンにも挑戦し、東京マラソン2009では日本人3番手でゴールし5位入賞している。
2014年7月からはエディオン女子陸上競技部でコーチを務めている。

## 主な実績
- 2002年　よさこい高知国体成年共通　5000m　優勝
- 2003年　第12回世界ハーフマラソン選手権大会　代表選出（DNS）
- 2004年　第9回天皇盃全国都道府県対抗男子駅伝競走大会　7区　区間賞（区間新）
- 2004年　第32回世界クロスカントリー選手権大会　78位
- 2009年　東京マラソン2009　5位（日本人3位）

## 自己記録
- 5000m - 13分37秒49（2004年）
- 10000m - 27分53秒95（2004年）
- ハーフマラソン - 1時間1分48秒（2003年）
- マラソン - 2時間12分54秒（2009年）